# KTX-I
KTX-I (або просто KTX, також відомий як TGV-K) — південнокорейський швидкісний поїзд на основі на французького TGV Réseau. 46 поїздів частково побудували у Франції, частково в Південній Кореї в рамках угоди про передачу технологій, яка послужила основою для подальшого створення та розвитку внутрішнього високошвидкісного залізничного руху в Південній Кореї.
Служби національного залізничного перевізника в Південній Кореї Korail, (KTX), розпочали перевезення за допомогою поїзда KTX-I. З часом експлуатаційна надійність поїзда була поліпшена, що призвело до не значних змін в конструкції. З 2011 року KTX-I залишається головною «робочою конячкою» Korail в службі KTX з максимальною швидкістю руху 305 км/год.

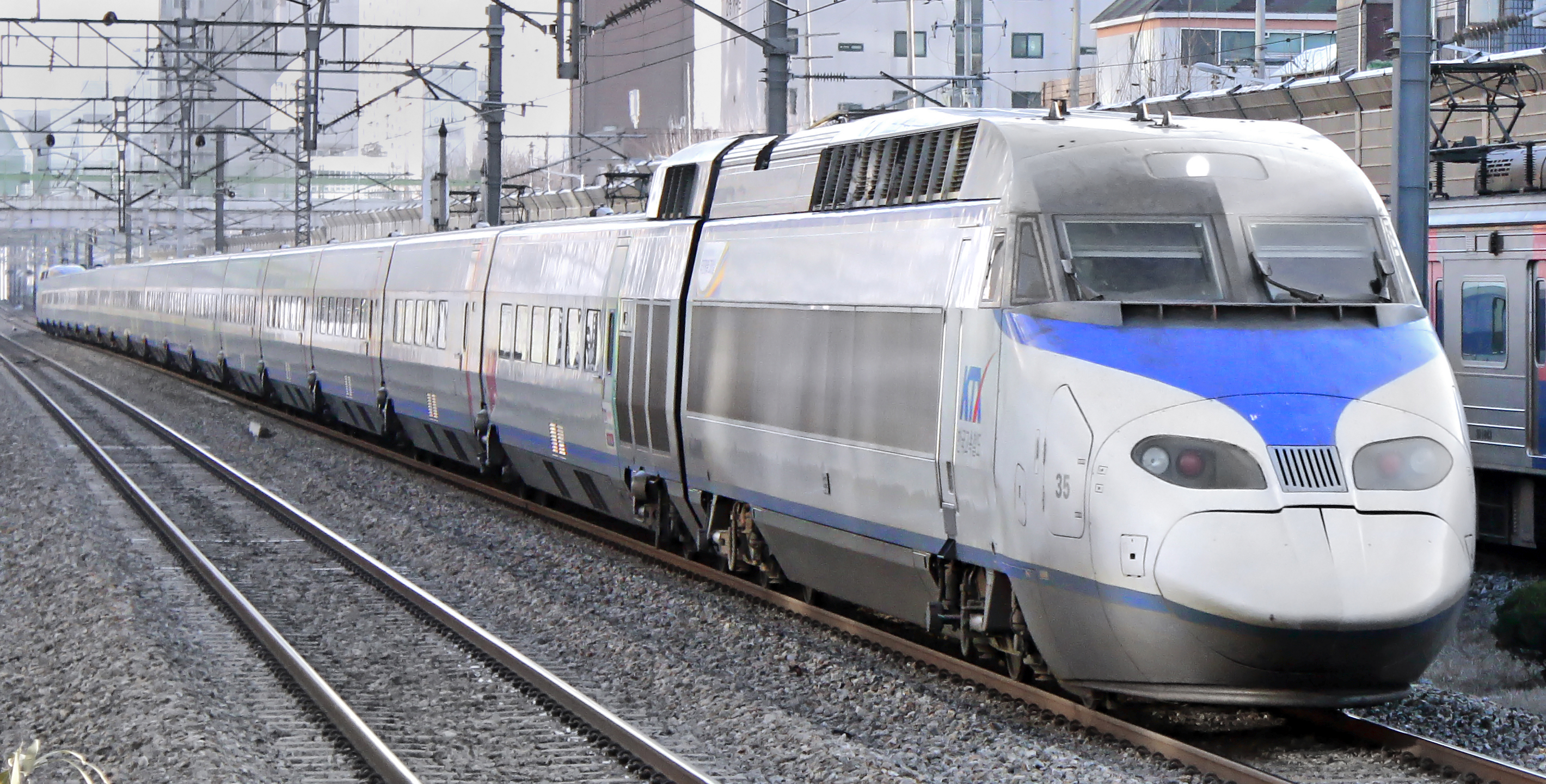

## Технічні характеристики

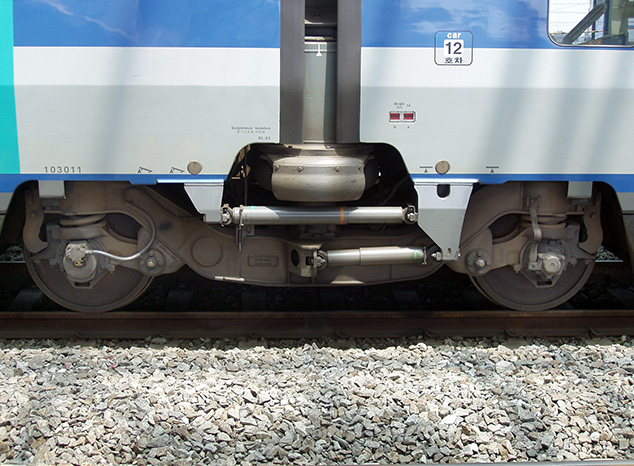
Візок поїзда KTX-I

Як і всі типи поїздів TGV. В KTX-I всі вагони мають жорстке зчеплення, які шарнірно за допомогою візків з'єднані між собою. Поїзд KTX-I складається з двох головних моторних вагонів, які розташовані в хвості і голові поїзда, які не перевозять пасажирів. Хоча KTX-I заснований на TGV Réseau, він має 18 вагонів замість 8, що використовуються в Європі, що робить їх найдовшими в сім'ї TGV з моноблочною конфігурацією. Два нормальні (не Jacobs) візки поряд з моторними вагонами є моторизованими, як на TGV Sud-Est.